# 贝勒维涅堡
贝勒维涅堡（法語：Bellevigne-les-Châteaux，法語發音：[bɛlviɲ le ʃato] ⓘ）是法国曼恩-卢瓦尔省的一个市镇，位于该省东南部，属于索米尔区。

## 历史
贝勒维涅堡成立于2019年1月1日，由以下3个市镇合并而成：
- 布雷泽（Brézé）
- 沙塞
- 圣西尔昂布尔（Saint-Cyr-en-Bourg）

其中沙塞为政府驻地。

## 地理
贝勒维涅堡（47°12'51.7"N, 0°4'8.2"W）面积35.1 平方千米，位于法国卢瓦尔河地区大区曼恩-卢瓦尔省，该省份为法国西部内陆省份，大致对应安茹地区，北起顺时针与马耶讷省、萨尔特省、安德尔-卢瓦尔省、维埃纳省、德塞夫勒省、旺代省、大西洋卢瓦尔省和伊勒-维莱讷省接壤。
与贝勒维涅堡接壤的市镇（或旧市镇、城区）包括：瓦兰、迪斯特雷、图埃河畔阿尔塔讷、迪沃河畔圣瑞斯特、蒙特勒伊贝莱、埃皮耶、丰特夫罗拉拜、苏宰-尚皮尼、索米尔。
贝勒维涅堡的时区为UTC+01:00、UTC+02:00（夏令时）。

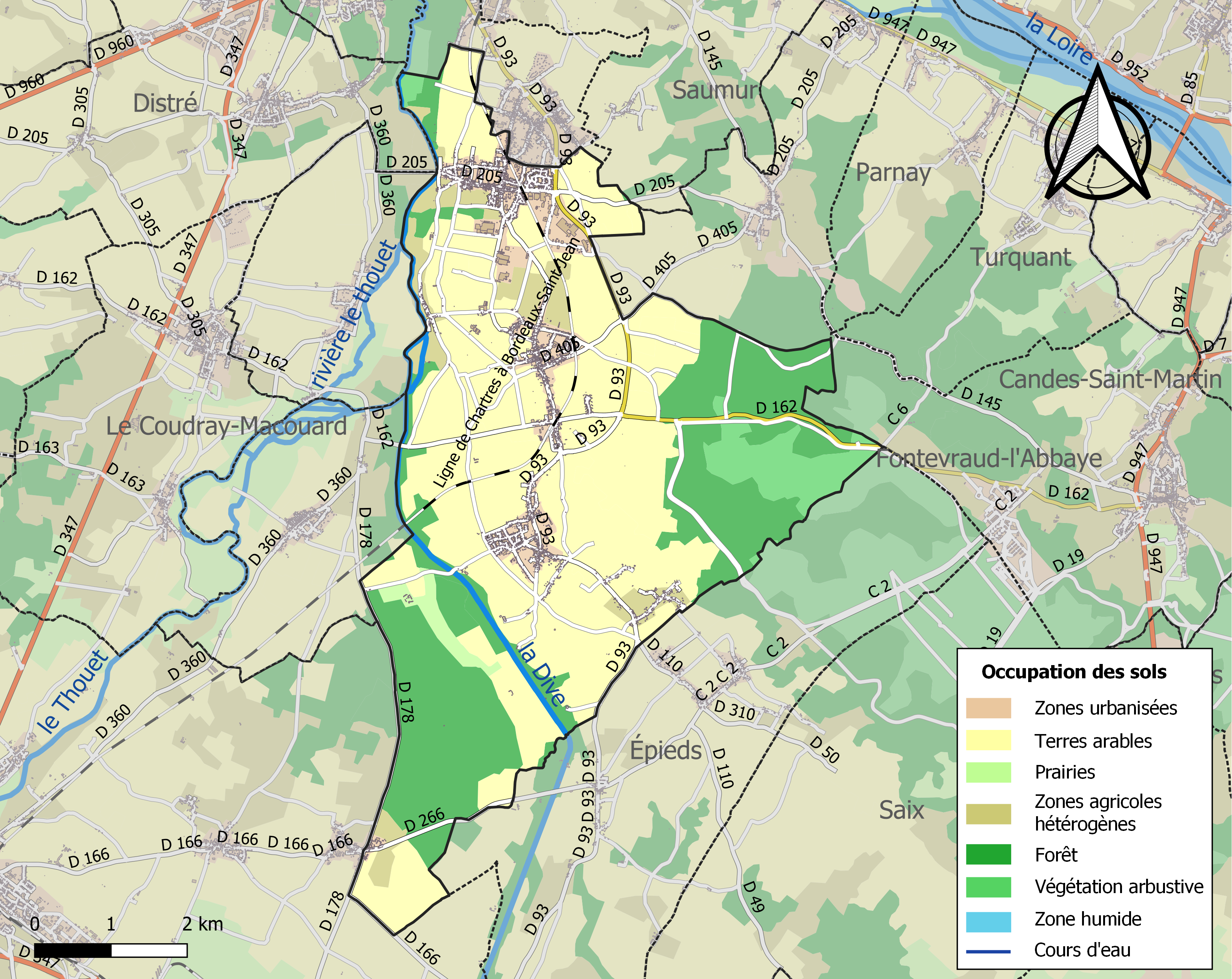
贝勒维涅堡的OSM定位图

## 行政
贝勒维涅堡的邮政编码为49400，INSEE市镇编码为49060。

## 政治
贝勒维涅堡所属的省级选区为安茹地区杜埃县。

## 人口
贝勒维涅堡于2022年1月1日时的人口数量为3450人。